# 四賀会田中継局
四賀会田中継局（しがあいだちゅうけいきょく）は、長野県松本市会田にあるアナログテレビ放送の中継局である。

## 概要
- 当中継局は、松本市四賀地域の会田に置かれ、四賀地域の中心部などへ電波を発射していた。

## 中継局概要
| 放送局名          | チャンネル | 空中線電力        | ERP               | 放送対象地域 | 放送区域内世帯数 | 開局日       | 閉局日        |
| NHK長野教育テレビ | 51ch       | 映像30W /音声7.5W | 映像130W /音声33W | 全国         | 約1300世帯       | 1969年       | 2011年7月24日 |
| NHK長野総合テレビ | 53ch       | 映像30W /音声7.5W | 映像130W /音声33W | 長野県       | 約1300世帯       | 1969年       | 2011年7月24日 |
| 信越放送          | 55ch       | 映像30W /音声7.5W | 映像130W /音声33W | 長野県       | 約1300世帯       | 1980年9月5日 | 2011年7月24日 |
| 長野放送          | 57ch       | 映像30W /音声7.5W | 映像130W /音声33W | 長野県       | 約1300世帯       | 1980年9月5日 | 2011年7月24日 |

- なお、当地にはテレビ信州と長野朝日放送は、中継局を置いておらず、共聴システムによる視聴か長野送信所からの電波を直接受信していた。

## 中継局置局住所
- 松本市会田字小岩井の虚空蔵山中腹

## デジタルテレビ放送について
- デジタルテレビ放送については、上記事由により長野送信所からの電波が受信可能なため、当地にデジタル中継局が置かれない。